# Elecciones generales de Zambia de 1983
Las elecciones generales de Zambia de 1983 se realizaron el 27 de octubre del mismo año y fueron elecciones bajo la modalidad de Estado unipartidista, donde el UNIP era el único partido legal en Zambia.

## Proceso electoral

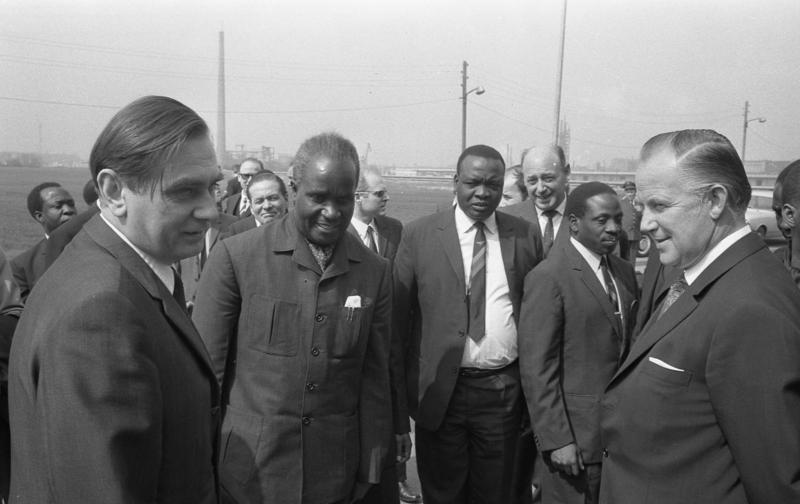
Presidente Kenneth Kaunda en visita oficial a Frankfurt del Maine, Alemania.

El presidente en ejercicio, Kenneth Kaunda, fue candidato a la reelección en estos comicios, representando al partido único, Partido Unido de la Independencia Nacional, logrando un 95,4% de los votos contra la opción del No, que representaba una posición opositora. 
El partido único controla también los 125 escaños de la Asamblea Nacional.
Antes de las elecciones, se efectuaron primarias para elegir a los candidatos a los 125 distritos electorales. Solamente los militantes del UNIP podían ser candidatos y votar, se escogían tres representantes que serían después candidatos para que la ciudadanía escogiera a uno y formara parte de la Asamblea Nacional. En total 812 se postularon, 46 fueron rechazados por el Comité Central del UNIP y solo 375 fueron candidatos.

### Elección presidencial
|  | 95,4 % |

|  | 4,6 % |

|  | 97,8 % |

|  | 2,2 % |

|  | 100,0 % |

|  | 65,5 % |

### Elección Legislativa
| Partido Unido de la Independencia Nacional (UNIP)                   | 125 |
| Designados por el Presidente de la República                        | 10  |
| Portavoz designado por el Presidente de la República                | 1   |
| Total                                                               | 136 |
| Fuente: Zambia 1983: Elecciones Parlamentarias - Africans Elections |     |